# 59. Tony-gála
Az 59. Tony-gála a 2004/2005-ös szezon legjobb Broadway színházi alakításait értékelte. A díjátadót 2005. június 5-én tartották a New York-i Radio City Music Hallban, a műsor házigazdája Hugh Jackman volt. A ceremóniát a CBS televízióadó közvetítette élőben, a jelöltek listáját 2005. május 10-én hozták nyílvánosságra.

## Győztesek és jelöltek
A nyertesek félkövérrel jelölve.
| Legjobb színdarab | Legjobb musical |
| --- | --- |
| - Kétely – John Patrick Shanley - Democracy – Michael Frayn - Gem of the Ocean – August Wilson - A párnaember – Martin McDonagh | - Spamalot - A Riviéra vadorzói - The Light in the Piazza - The 25th Annual Putnam County Spelling Bee |
| Legjobb színdarab újra a színpadon | Legjobb musical újra a színpadon |
| - Egy kanál víz - Az aranytó - Tizenkét dühös ember - Nem félünk a farkastól | - Őrült nők ketrece - Pacific Overtures - Édes Charity |
| Legjobb férfi főszereplő színdarabban | Legjobb női főszereplő színdarabban |
| - Bill Irwin – Nem félünk a farkastól (George) - Billy Crudup – A párnaember (Katurian) - Brían F. O'Byrne – Kétely (Flynn) - James Earl Jones – Az aranytó (Norman Thayer, Jr.) - Philip Bosco – Tizenkét dühös ember (3. esküdt)                                                        | - Cherry Jones – Kétely (Aloysius Beauvier) - Phylicia Rashad – Gem of the Ocean (Ester) - Mary-Louise Parker – Reckless (Rachel) - Laura Linney – Sight Unseen (Patricia) - Kathleen Turner – Nem félünk a farkastól (Martha)                                                                            |
| Legjobb férfi főszereplő musicalben | Legjobb női főszereplő musicalben |
| - Norbert Leo Butz – A Riviéra vadorzói (Freddy Benson) - John Lithgow – A Riviéra vadorzói (Lawrence Jameson) - Gary Beach – Őrült nők ketrece (Albin) - Hank Azaria – Spamalot (Sir Lancelot, French Taunter, további szereplők) - Tim Curry – Spamalot (Arthur király)                 | - Victoria Clark – The Light in the Piazza (Margaret Johnson) - Erin Dilly – Chitty Chitty Bang Bang (Truly Scrumptious) - Sherie Rene Scott – A Riviéra vadorzói (Christine Colgate) - Sutton Foster – Kisasszonyok (Josephine 'Jo' March) - Christina Applegate – Édes Charity (Charity Hope Valentine) |
| Legjobb férfi mellékszereplő színdarabban | Legjobb női mellékszereplő színdarabban |
| - Liev Schreiber – Egy kanál víz (Richard Roma) - Alan Alda – Egy kanál víz (Levine) - Gordon Clapp – Egy kanál víz (Moss) - Michael Stuhlbarg – A párnaember (Michal) - David Harbour – Nem félünk a farkastól (Nick)                                                                    | - Adriane Lenox – Kétely (Mrs. Muller) - Heather Goldenhersh – Kétely (James) - Dana Ivey – The Rivals (Mrs. Malaprop) - Amy Ryan – A vágy villamosa (Stella) - Mireille Enos – Nem félünk a farkastól (Honey)                                                                                            |
| Legjobb férfi mellékszereplő musicalben | Legjobb női mellékszereplő musicalben |
| - Dan Fogler – The 25th Annual Putnam County Spelling Bee (William Barfée) - Marc Kudisch – Chitty Chitty Bang Bang (Baron Bomburst) - Matthew Morrison – The Light in the Piazza (Fabrizio Nacarelli) - Michael McGrath – Spamalot (Patsy) - Christopher Sieber – Spamalot (Sir Galahad) | - Sara Ramirez – Spamalot (A tó hölgye) - Jan Maxwell – Chitty Chitty Bang Bang (Baroness Bomburst) - Joanna Gleason – A Riviéra vadorzói (Muriel Eubanks) - Kelli O'Hara – The Light in the Piazza (Clara Johnson) - Celia Keenan-Bolger – The 25th Annual Putnam County Spelling Bee (Olive Ostrovsky)  |
| Legjobb szövegkönyv musicalben | Legjobb eredeti zene |
| - Rachel Sheinkin – The 25th Annual Putnam County Spelling Bee - Jeffrey Lane – A Riviéra vadorzói - Craig Lucas – The Light in the Piazza - Eric Idle – Spamalot | - The Light in the Piazza – Adam Guettel (zene és dalszöveg) - A Riviéra vadorzói – David Yazbek (zene és dalszöveg) - Spamalot – John Du Prez (zene), Eric Idle (zene és dalszöveg) - The 25th Annual Putnam County Spelling Bee – William Finn (zene és dalszöveg)                                      |
| Legjobb díszlettervezés színdarabban | Legjobb díszlettervezés musicalben |
| - Scott Pask – A párnaember - John Lee Beatty – Kétely - David Gallo – Gem of the Ocean - Santo Loquasto – Egy kanál víz | - Michael Yeargan – The Light in the Piazza - Anthony Ward – Chitty Chitty Bang Bang - Tim Hatley – Spamalot - Rumi Matsui – Pacific Overtures |
| Legjobb jelmeztervezés színdarabban | Legjobb jelmeztervezés musicalben |
| - Jess Goldstein – The Rivals - Constanza Romero – Gem of the Ocean - William Ivey Long – A vágy villamosa - Jane Greenwood – Nem félünk a farkastól | - Catherine Zuber – The Light in the Piazza - William Ivey Long – Őrült nők ketrece - Tim Hatley – Spamalot - Junko Koshino – Pacific Overtures |
| Legjobb látványtervezés színdarabban | Legjobb látványtervezés musicalben |
| - Brian MacDevitt – A párnaember - Pat Collins – Kétely - Donald Holder – Gem of the Ocean - Donald Holder – A vágy villamosa | - Christopher Akerlind – The Light in the Piazza - Mark Henderson – Chitty Chitty Bang Bang - Kenneth Posner – A Riviéra vadorzói - Hugh Vanstone – Spamalot |
| Legjobb színdarabrendező | Legjobb musicalrendező |
| - Doug Hughes – Kétely - Joe Mantello – Egy kanál víz - John Crowley – A párnaember - Scott Ellis – Tizenkét dühös ember | - Mike Nichols – Spamalot - Jack O'Brien – A Riviéra vadorzói - Bartlett Sher – The Light in the Piazza - James Lapine – The 25th Annual Putnam County Spelling Bee |
| Legjobb koreográfia | Legjobb zenekar |
| - Jerry Mitchell – Őrült nők ketrece - Jerry Mitchell – A Riviéra vadorzói - Casey Nicholaw – Spamalot - Wayne Cilento – Édes Charity | - Ted Sperling, Adam Guettel, Bruce Coughlin – The Light in the Piazza - Harold Wheeler – A Riviéra vadorzói - Larry Hochman – Spamalot - Jonathan Tunick – Pacific Overtures |

### Különdíjak
- A legjobb körzeti színház: Theatre de la Jeune Lune
- Színházi életműdíj: Edward Albee
- Tiszteletbeli Tony-díj kiválló színházi teljesítményért: Peter Neufeld, Theatre Communications Group
- Legjobb színházi esemény: Billy Crystal: 700 Sundays, Dame Edna: Back with a Vengeance, Mario Cantone: Laugh Whore, Whoopi: The 20th Anniversary Show

## Előadott számok
- A Riviéra vadorzói ("Great Big Stuff" — Norbert Leo Butz, John Lithgow)
- The Light in the Piazza ("Statues and Stories" — Victoria Clark, Kelli O'Hara, Matthew Morrison)
- The 25th Annual Putnam County Spelling Bee ("Prayer of the Comfort Counselor" — Al Sharpton)
- Spamalot ("Find Your Grail" — Sara Ramirez, Tim Curry, John Cleese)
- Édes Charity: ("Hey, Big Spender"; "If My Friends Could See Me Now", "I'm a Brass Band" — Christina Applegate)
- Őrült nők ketrece (Gary Beach)[3]

## Műsorvezetők
A gálán az alábbi műsorvezetők működtek közre:
- Angela Bassett
- Matthew Broderick
- Don Cheadle
- Sally Field
- Harvey Fierstein
- Anne Hathaway
- Nathan Lane
- Sandra Oh
- James Earl Jones
- Bernadette Peters
- Chita Rivera

## Fordítás
- Ez a szócikk részben vagy egészben  a(z)   59th Tony Awards című angol Wikipédia-szócikk fordításán alapul.  Az eredeti cikk szerkesztőit annak laptörténete sorolja fel. Ez a jelzés csupán a megfogalmazás eredetét és a szerzői jogokat jelzi, nem szolgál a cikkben szereplő információk forrásmegjelöléseként.